# Abayubá

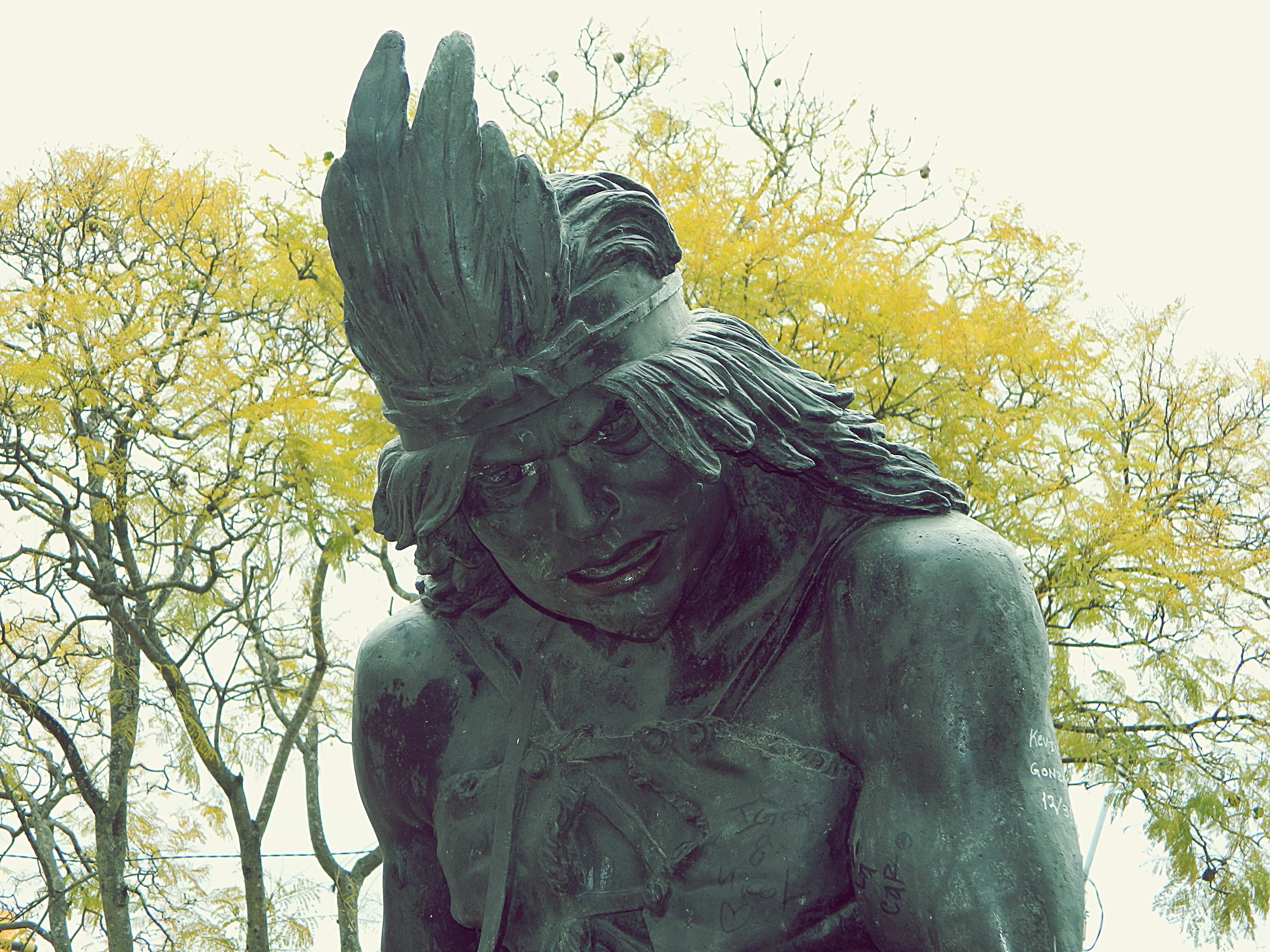
Estátua de Abayubá, no departamento de Montevidéu

Abayubá foi um legendário chefe da tribo dos charruas do Uruguai, Ficou famoso pela sua bravura. Derrotou os conquistadores na  Batalha de San Gabriel tendo morrido neste combate. Faleceu em  1574.
Era sobrinho de Zapicán (um dos grandes caciques charruas) e herdeiro deste cacique.
Há um bairro de Montevidéu com esta denominação.

## Representações na cultura
- Abayubá - novela histórica
- «La Argentina y conquista del Río de la Plata» (em espanhol) - poema descritivo de Don Martín del Barco Centenera